# Cuentos de cipotes
Cuentos de cipotes es una colección de relatos del escritor salvadoreño Salvador Salazar Arrué. Los cuentos empezaron a ser publicados en el periódico Patria de Alberto Masferrer, y en forma de libro aparecieron en el año 1943 con una versión parcial; y en 1961, la versión completa, a instancias de Italo López Vallecillos. En opinión del escritor Manlio Argueta, el libro "muestra la riqueza del lenguaje vernáculo salvadoreño".
De acuerdo a una crítica, el contenido de Cuentos de cipotes:

...es normalmente una anécdota, normalmente trivial y a veces humorística, que puede reflejar alguna preocupación del autor. El narrador es siempre un niño que mantiene una especie de monólogo consigo mismo, pues está convencido de que los adultos no tienen interés en lo que pueda contar y, por tanto, a la vez que usa modismos y resortes imaginativos propios de niño, no cuenta su historia según una estructura clara: hace digresiones contando cosas superfluas, hay redundancias innecesarias, a veces los finales son abruptos. A ese registro infantil oral propio de chico casi analfabeto, el autor le suma en ocasiones el de una persona culta, y funde las perspectivas del adulto que se hace niño y del niño que intenta comprender a los adultos.

Además, el propio escritor  se refiere a la técnica utilizada en la obra: 

Hay la misma...de los dibujos animados. Pero tanto aquí como allá solo es dado aplicarla al productor que llegue a identificarse con el niño. Para esto es absolutamente necesario ser lo suficientemente loco y tonto para obtener pase a esa tierra maravillosa donde la razón es moneda falsa y la seriedad es la cosa que nos pone feos.

Las primeras ediciones de Cuentos de cipotes fueron ilustradas por su esposa Zélie Lardé, y las siguientes por su hija Maya. Asimismo, el Museo de la Palabra y la Imagen ha producido algunos cuentos en la forma de dibujos animados.